# El Samuntà
El Samuntà és un barri del municipi de Súria (Bages), al vessant NW del puig de Sant Salvador, en el camí vell de Súria a Castelladral. El territori, abans plantat totalment de vinya (450-475 m alt), comprèn unes quantes cases, petites i disperses.

## Patrimoni

### Nucli de les cases del Samuntà
Conjunt arquitectònic inventariat que presenta tres cases principals: cal Mariano, cal Rei i cal Planés amb construccions accessòries interessants. Ocupen un petit collet en forma d'esquena d'ase que domina la riera d'Hortons i el sector del Quer. L'element més antic que es pot veure al lloc, consisteix en una finestreta romànica, encara que possiblement portada d'un altre lloc, que es troba a cal Planés. L'element "in situ" més antic és un arc gòtic a cal Rei. De tota manera, el gruix principal d'edificacions és del segle xviii, segons es pot veure per les llindes de les portes. Entre les construccions auxiliars destaquen el trull de cal Planés i la pallissa i la tina de cal Mariano. S'ha de destacar a més una gran alzina que pertany a Cal Planés.

#### Trull de cal Planés
El Trull de cal Planés, o Trull del Samuntà, és un molí, datat c.1890, de planta poligonal a dos nivells. Al seu interior es conserva tot un conjunt d'elements, eines i construccions auxiliars relacionats amb la molturació de les olives i l'extracció de l'oli, com per exemple: base i moles còniques d'un molí de sang, conduccions de l'oli cap a la bassa de decantació, premsa de fusta amb cargol de ferro i base de pedra, un fogonet amb xemeneia i una caldera de coure on s'escalfava l'aigua del molí, cofins d'espart, barret de fusta, morralles o ulleres per l'ase, cassó de coure per a transvasar l'oli i una pala de fusta per a compactar la pasta d'oliva a les moles.

### Camins empedrats
- Camí empedrat de cal Planés a Riols:[6] es tracta d'un camí rural, situat prop del Camp Gran que travessa perpendicularment la riera d'Hortons. El camí es conserva força bé prop del Camp Gran, a la banda dreta de la riera. En aquest costat el camí està empedrat en un tros del seu recorregut. Passa pel costat de la gran llosa de pedra que s'ha identificat amb un dolmen, conegut per dolmen del Samuntà.
- Camí des de cal Trist al Samuntà:[7] Camí que mena des de cal Trist, tot resseguint la riera d'Hortons, fins a arribar a les cases del Samuntà. El camí es troba, en alguns trams empedrat i, en altres, la roca mare li fa de paviment. La resta del camí és de terra.

El barri de Cal Trist és un grup de cases que es troben a la desembocadura de la riera d'Hortons al riu Cardener, articulades pel camí que puja cap a les cases del Samuntà. L'edifici que dona nom al barri, també conegut per "la Mesquita", va ser enderrocat. El barri constitueix un punt d'enllaç en la comunicació tradicional, ja que en aquest indret es troben el camí que ve de Súria amb el camí empedrat cap el Samuntà i el de Cardona que puja per les costes de la Grau.